# فرودگاه ولس (اتریش)
فرودگاه ولس (اتریش) (به انگلیسی: Wels Airport) یک فرودگاه عمومی است که در شهر ولس اتریش قرار دارد. این فرودگاه برای سفرهای تجاری استفاده نمی‌شود اما امکان استفاده‌های تجاری و هوایی عمومی و خصوصی و تمرین‌های پرواز و فعالیت‌های نظامی را دارد.